# Carl Gebhard
Carl Gebhard (* 26. Oktober 1861 in Karlsruhe; † 27. Dezember 1903 in Berlin) war ein deutscher Gynäkologe.

## Leben
Gebhard studierte in Berlin Medizin, wo er sich der Landsmannschaft Guilelmia anschloss. Er war ein Schüler Robert von Olshausens und wurde 1887 zum Dr. med. promoviert. Ab 1889 war Gebhard Assistent an der Königlichen Universitäts-Frauen-Klinik und habilitierte sich 1894 für Geburtshilfe und Gynäkologie an der Berliner Universität. Während des Sommersemester 1898 und des Wintersemester 1899 erledigte er in Greifswald einen ministeriellen Lehrauftrag. 1899 wurde Carl Gebhard in Berlin zum Extraordinarius berufen.

## Werke
- Sirenenbildung. Dissertationsschrift. Berlin 1887
- mit August Eduard Martin: Arbeiten aus dem Gebiete der Geburtshilfe und Gynäkologie: Zur Feier der 25jährigen Tätigkeit als Assistent für mikroskopische und chemische Untersuchungen an der Berliner Universitäts-Frauen-Klinik von Carl Ruge. Karge, Berlin 1896
- Pathologische Anatomie der weiblichen Sexualorgane. Leipzig 1899